# Senebhenas
Senebhenas (snb-ḥnˁ=s, "La salute è con lei"; fl. XVIII secolo a.C.) era la moglie e la regina consorte del faraone egiziano Sobekhotep III, che regnò durante XIII dinastia, intorno al 1750 a.C.
La regina è conosciuta principalmente da una stele in pietra nel Wadi el-Hol. Qui porta una lunga serie di titoli, compresi i titoli signora di tutte le terre, moglie del re e unita alla corona bianca. Viene mostrata in piedi dietro la regina-madre Jewhetibew: ciò la indica come la moglie principale del re, poiché anche una seconda moglie con il nome Neni è conosciuta e mostrata qui.